# Animals (Martin Garrix)
Animals is een nummer en debuutsingle van Martin Garrix.
In de week van 20 juli 2013 was de duizendste Dancesmash op Radio 538. Het betekende zijn wereldwijde doorbraak; het nummer is meer dan 1 miljard keer aangeklikt op streamsites. In december 2016 kwam het nummer binnen op 962 in de Radio 2 Top 2000. Op 25 mei 2017 haalt de video-clip van Animals de 1 miljard views.

## Tracklist
| Soort geluidsdrager | Uitgebracht | Tracks                 | Duur |
| ------------------- | ----------- | ---------------------- | ---- |
| Download            | 01-07-2013  | Animals (Original Mix) | 5:04 |

## Hitnoteringen
| Hitlijst               | Datum van binnenkomst | Hoogste positie | Aantal weken | Laatste notering |
| ---------------------- | --------------------- | --------------- | ------------ | ---------------- |
| Single Top 100         | 13-07-2013            | 3               | 39           | *                |
| Nederlandse Top 40     | 20-07-2013            | 3               | 22           | 14-12-2013       |
| Dance 15               | 27-12-2013            | 4               | 52           | 26-12-2014       |
| Dutch Dance 15         | 16-10-2024            | 2               | ?            | heden            |
| Vlaamse Ultratop 50    | 20-07-2013            | 1               | 28           | *                |
| Waalse Ultratop 50     | 27-07-2013            | 1               | 27           | *                |
| Australische Top 50    | 22-09-2013            | 29              | 9            | 19-01-2014       |
| Deense Top 40          | 02-08-2013            | 12              | 24           | 02-08-2013       |
| Duitse Top 100         | 16-08-2013            | 4               | 20           | *                |
| Finse Top 20           | 09-11-2013            | 2               | 11           | *                |
| Franse Top 200         | 27-07-2013            | 2               | 26           | *                |
| Nieuw-Zeelandse Top 40 | 13-01-2014            | 23              | 2            | *                |
| Noorse Top 20          | 21-09-2013            | 12              | 16           | 07-12-2013       |
| Oostenrijkse Top 75    | 16-08-2013            | 6               | 23           | *                |
| Spaanse Top 50         | 15-09-2013            | 6               | 18           | *                |
| UK Singles Chart       | 23-11-2013            | 1               | 10           | *                |
| Billboard Hot 100      | 05-10-2013            | 23*             | 28           | *                |
| Zweedse Top 60         | 02-08-2013            | 4               | 25           | *                |
| Zwitserse Top 75       | 11-08-2013            | 2               | 24           | *                |

### Nederlandse Top 40
| Hitnotering: 20-07-2013 t/m 14-12-2013 | Hitnotering: 20-07-2013 t/m 14-12-2013 | Hitnotering: 20-07-2013 t/m 14-12-2013 | Hitnotering: 20-07-2013 t/m 14-12-2013 | Hitnotering: 20-07-2013 t/m 14-12-2013 | Hitnotering: 20-07-2013 t/m 14-12-2013 | Hitnotering: 20-07-2013 t/m 14-12-2013 | Hitnotering: 20-07-2013 t/m 14-12-2013 | Hitnotering: 20-07-2013 t/m 14-12-2013 | Hitnotering: 20-07-2013 t/m 14-12-2013 | Hitnotering: 20-07-2013 t/m 14-12-2013 | Hitnotering: 20-07-2013 t/m 14-12-2013 | Hitnotering: 20-07-2013 t/m 14-12-2013 | Hitnotering: 20-07-2013 t/m 14-12-2013 | Hitnotering: 20-07-2013 t/m 14-12-2013 | Hitnotering: 20-07-2013 t/m 14-12-2013 | Hitnotering: 20-07-2013 t/m 14-12-2013 | Hitnotering: 20-07-2013 t/m 14-12-2013 | Hitnotering: 20-07-2013 t/m 14-12-2013 | Hitnotering: 20-07-2013 t/m 14-12-2013 | Hitnotering: 20-07-2013 t/m 14-12-2013 | Hitnotering: 20-07-2013 t/m 14-12-2013 | Hitnotering: 20-07-2013 t/m 14-12-2013 | Hitnotering: 20-07-2013 t/m 14-12-2013 |
| Week:                                  | 1                                      | 2                                      | 3                                      | 4                                      | 5                                      | 6                                      | 7                                      | 8                                      | 9                                      | 10                                     | 11                                     | 12                                     | 13                                     | 14                                     | 15                                     | 16                                     | 17                                     | 18                                     | 19                                     | 20                                     | 21                                     | 22                                     |                                        |
| -------------------------------------- | -------------------------------------- | -------------------------------------- | -------------------------------------- | -------------------------------------- | -------------------------------------- | -------------------------------------- | -------------------------------------- | -------------------------------------- | -------------------------------------- | -------------------------------------- | -------------------------------------- | -------------------------------------- | -------------------------------------- | -------------------------------------- | -------------------------------------- | -------------------------------------- | -------------------------------------- | -------------------------------------- | -------------------------------------- | -------------------------------------- | -------------------------------------- | -------------------------------------- | -------------------------------------- |
| Positie:                               | 16                                     | 7                                      | 5                                      | 4                                      | 3                                      | 3                                      | 3                                      | 5                                      | 4                                      | 5                                      | 7                                      | 7                                      | 7                                      | 12                                     | 17                                     | 22                                     | 23                                     | 25                                     | 29                                     | 29                                     | 36                                     | 40                                     | uit                                    |

### NederlandseSingle Top 100
| Hitnotering: (week 1 t/m 44) 13-07-2013 t/m 10-05-2014 Hitnotering: (week 45) 24-05-2014 Hitnotering: (week 46) 14-06-2014 | Hitnotering: (week 1 t/m 44) 13-07-2013 t/m 10-05-2014 Hitnotering: (week 45) 24-05-2014 Hitnotering: (week 46) 14-06-2014 | Hitnotering: (week 1 t/m 44) 13-07-2013 t/m 10-05-2014 Hitnotering: (week 45) 24-05-2014 Hitnotering: (week 46) 14-06-2014 | Hitnotering: (week 1 t/m 44) 13-07-2013 t/m 10-05-2014 Hitnotering: (week 45) 24-05-2014 Hitnotering: (week 46) 14-06-2014 | Hitnotering: (week 1 t/m 44) 13-07-2013 t/m 10-05-2014 Hitnotering: (week 45) 24-05-2014 Hitnotering: (week 46) 14-06-2014 | Hitnotering: (week 1 t/m 44) 13-07-2013 t/m 10-05-2014 Hitnotering: (week 45) 24-05-2014 Hitnotering: (week 46) 14-06-2014 | Hitnotering: (week 1 t/m 44) 13-07-2013 t/m 10-05-2014 Hitnotering: (week 45) 24-05-2014 Hitnotering: (week 46) 14-06-2014 | Hitnotering: (week 1 t/m 44) 13-07-2013 t/m 10-05-2014 Hitnotering: (week 45) 24-05-2014 Hitnotering: (week 46) 14-06-2014 | Hitnotering: (week 1 t/m 44) 13-07-2013 t/m 10-05-2014 Hitnotering: (week 45) 24-05-2014 Hitnotering: (week 46) 14-06-2014 | Hitnotering: (week 1 t/m 44) 13-07-2013 t/m 10-05-2014 Hitnotering: (week 45) 24-05-2014 Hitnotering: (week 46) 14-06-2014 | Hitnotering: (week 1 t/m 44) 13-07-2013 t/m 10-05-2014 Hitnotering: (week 45) 24-05-2014 Hitnotering: (week 46) 14-06-2014 | Hitnotering: (week 1 t/m 44) 13-07-2013 t/m 10-05-2014 Hitnotering: (week 45) 24-05-2014 Hitnotering: (week 46) 14-06-2014 | Hitnotering: (week 1 t/m 44) 13-07-2013 t/m 10-05-2014 Hitnotering: (week 45) 24-05-2014 Hitnotering: (week 46) 14-06-2014 | Hitnotering: (week 1 t/m 44) 13-07-2013 t/m 10-05-2014 Hitnotering: (week 45) 24-05-2014 Hitnotering: (week 46) 14-06-2014 | Hitnotering: (week 1 t/m 44) 13-07-2013 t/m 10-05-2014 Hitnotering: (week 45) 24-05-2014 Hitnotering: (week 46) 14-06-2014 | Hitnotering: (week 1 t/m 44) 13-07-2013 t/m 10-05-2014 Hitnotering: (week 45) 24-05-2014 Hitnotering: (week 46) 14-06-2014 | Hitnotering: (week 1 t/m 44) 13-07-2013 t/m 10-05-2014 Hitnotering: (week 45) 24-05-2014 Hitnotering: (week 46) 14-06-2014 | Hitnotering: (week 1 t/m 44) 13-07-2013 t/m 10-05-2014 Hitnotering: (week 45) 24-05-2014 Hitnotering: (week 46) 14-06-2014 |
| Week: | 1 | 2 | 3 | 4 | 5 | 6 | 7 | 8 | 9 | 10 | 11 | 12 | 13 | 14 | 15 | 16 | 17 |
| --- | --- | --- | --- | --- | --- | --- | --- | --- | --- | --- | --- | --- | --- | --- | --- | --- | --- |
| Positie: | 34 | 8 | 7 | 6 | 4 | 3 | 4 | 3 | 6 | 7 | 6 | 7 | 9 | 15 | 15 | 17 | 28 |
| Week: | 18 | 19 | 20 | 21 | 22 | 23 | 24 | 25 | 26 | 27 | 28 | 29 | 30 | 31 | 32 | 33 | 34 |
| Positie: | 26 | 40 | 28 | 34 | 36 | 36 | 51 | 31 | 23 | 42 | 42 | 42 | 60 | 54 | 68 | 64 | 71 |
| Week: | 35 | 36 | 37 | 38 | 39 | 40 | 41 | 42 | 43 | 44 | | 45 | | 46 | | | |
| Positie: | 76 | 85 | 83 | 79 | 69 | 73 | 76 | 76 | 65 | 82 | uit | 100 | uit | 100 | uit | | |

### VlaamseUltratop 50
| Hitnotering: 20-07-2013 t/m 15-02-2014 | Hitnotering: 20-07-2013 t/m 15-02-2014 | Hitnotering: 20-07-2013 t/m 15-02-2014 | Hitnotering: 20-07-2013 t/m 15-02-2014 | Hitnotering: 20-07-2013 t/m 15-02-2014 | Hitnotering: 20-07-2013 t/m 15-02-2014 | Hitnotering: 20-07-2013 t/m 15-02-2014 | Hitnotering: 20-07-2013 t/m 15-02-2014 | Hitnotering: 20-07-2013 t/m 15-02-2014 | Hitnotering: 20-07-2013 t/m 15-02-2014 | Hitnotering: 20-07-2013 t/m 15-02-2014 | Hitnotering: 20-07-2013 t/m 15-02-2014 | Hitnotering: 20-07-2013 t/m 15-02-2014 | Hitnotering: 20-07-2013 t/m 15-02-2014 | Hitnotering: 20-07-2013 t/m 15-02-2014 | Hitnotering: 20-07-2013 t/m 15-02-2014 | Hitnotering: 20-07-2013 t/m 15-02-2014 |
| Week:                                  | 1                                      | 2                                      | 3                                      | 4                                      | 5                                      | 6                                      | 7                                      | 8                                      | 9                                      | 10                                     | 11                                     | 12                                     | 13                                     | 14                                     | 15                                     | 16                                     |
| -------------------------------------- | -------------------------------------- | -------------------------------------- | -------------------------------------- | -------------------------------------- | -------------------------------------- | -------------------------------------- | -------------------------------------- | -------------------------------------- | -------------------------------------- | -------------------------------------- | -------------------------------------- | -------------------------------------- | -------------------------------------- | -------------------------------------- | -------------------------------------- | -------------------------------------- |
| Positie:                               | 21                                     | 11                                     | 6                                      | 2                                      | 1                                      | 1                                      | 1                                      | 1                                      | 1                                      | 1                                      | 1                                      | 1                                      | 2                                      | 1                                      | 2                                      | 2                                      |
| Week:                                  | 17                                     | 18                                     | 19                                     | 20                                     | 21                                     | 22                                     | 23                                     | 24                                     | 25                                     | 26                                     | 27                                     | 28                                     | 29                                     | 30                                     | 31                                     |                                        |
| Positie:                               | 4                                      | 5                                      | 6                                      | 14                                     | 16                                     | 17                                     | 20                                     | 23                                     | 18                                     | 18                                     | 16                                     | 28                                     | 31                                     | 43                                     | 46                                     | uit                                    |

### NPO Radio 2 Top 2000
| Nummer met noteringen in de NPO Radio 2 Top 2000 | '16 | '17  | '18 | '19  | '20  | '21  | '22  | '23  | '24  |
| ------------------------------------------------ | --- | ---- | --- | ---- | ---- | ---- | ---- | ---- | ---- |
| Animals                                          | 962 | 1171 | 977 | 1064 | 1358 | 1369 | 1701 | 1767 | 1716 |

1. ↑  Een vetgedrukt getal geeft de hoogste notering aan.
2. ↑  2016 was het eerste jaar met een notering voor dit nummer.